# Robert Forget
Robert Forget (* 15. Januar 1955 in Montreal; † 20. Dezember 2005 in Saint-Faustin-Lac-Carré, Québec) war ein  kanadischer Hochspringer.
Bei den Olympischen Spielen 1976 in Montreal schied er in der Qualifikation aus.
Im selben Jahr wurde er US-Hallenmeister.

## Persönliche Bestleistungen
- Hochsprung: 2,25 m, 1. Mai 1976, Gainesville
  - Halle: 2,26 m, 3. März 1977, Toronto